# Deblokada Dubrovnika (dokumentarni film)
Deblokada Dubrovnika, hrvatski dokumentarni film iz 2017. godine. Za film je korištena arhivska građa filmskih zapisa HTV-a i ratni snimci Ratka Dragovića Kleka. Novinarka istraživačica je Sandra Pavković. Urednica Ljiljana Bunjevac Filipović. Film je HRT-ova proizvodnja.

## Radnja
Film se bavi deblokadom opsjednutog Dubrovnika.